# چان هو پارک
این یک نام کره‌ای است؛ نام خانوادگی پارک است.
چان هو پارک (کره‌ای: 박찬호; هانجا: 朴贊浩; تلفظ کره‌ای: [pɐk̚.tɕʰɐn. ɦo]؛ زادهٔ ۳۰ ژوئن ۱۹۷۳) بازیکن پیچر سابق بیسبال حرفه‌ای اهل کره جنوبی است. او برای تیم‌های لس آنجلس داجرز، تگزاس رنجرز و نیویورک یانکیز در لیگ برتر بیسبال آمریکا (ام‌ال‌بی) بازی کرده‌است. پارک اولین بازیکن متولد کره جنوبی در تاریخ ام‌ال‌بی است. پارک در دوران بازی خود، ۶ فوت ۲ اینچ (۱۸۸ سانتیمتر) قد و ۲۱۰ پوند (۹۵ کیلوگرم) وزن داشت.